# Tulimyrsky
Tulimyrsky – minialbum zespołu Moonsorrow, wydany 30 kwietnia 2008 roku. Wszystkie kompozycje zostały nagrane i zmiksowane w helsinskim studio Jive, należącym do Jukki Varmo i Henri Sorvaliego.

## Lista utworów
1. "Tulimyrsky" – 29:45
2. "For Whom the Bell Tolls" (Metallica cover) – 7:43
3. "Taistelu Pohjolasta"	– 8:11
4. "Hvergelmir" – 9:30
5. "Back to North" (Merciless cover) – 13:08

## Pozycje na listach
| Lista  | Kraj      | Pozycja |
| ------ | --------- | ------- |
| Top 50 | Finlandia | 2       |